# Antalis marukawai
Antalis marukawai är en blötdjursart som beskrevs av Otuka 1933. Antalis marukawai ingår i släktet Antalis och familjen Dentaliidae. Inga underarter finns listade i Catalogue of Life.